# Nico Steenbergen

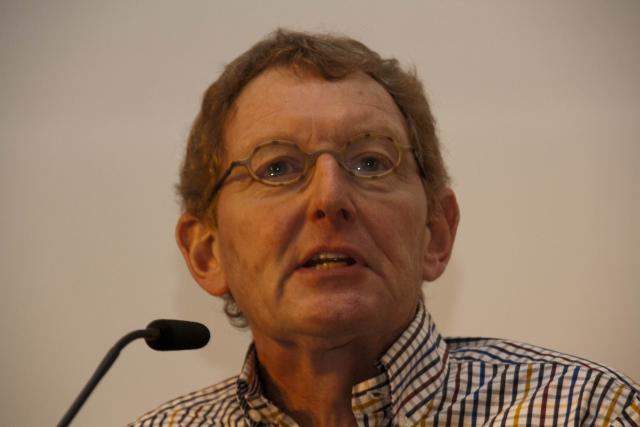
Nico Steenbergen

Nico Steenbergen (1 februari 1948) is een Nederlands eindredacteur en voormalig presentator bij RTL Z.
Steenbergen begon begin jaren zeventig als nieuwslezer/diskjockey op het schip van de toenmalige zeezender Radio Noordzee Internationaal. Daarna werkte hij voor Avro's Radiojournaal onder meer als sociaal-economisch en parlementair verslaggever. Vervolgens ging Steenbergen voor drie jaar aan de slag voor Tros Aktua TV en uiteindelijk kwam hij in 1992 bij het RTL Nieuws en vanaf 2001 bij RTL Z. In 2008 stopte hij het het presenteren van de nieuwsuitzendingen, hij is nog wel actief als eindredacteur en voice-over voor RTL Nieuws. In oktober 2009 presenteerde Steenbergen de zakelijke talkshow Een Kwestie Van Vertrouwen, eveneens op RTL Z.